# 조지 시어링

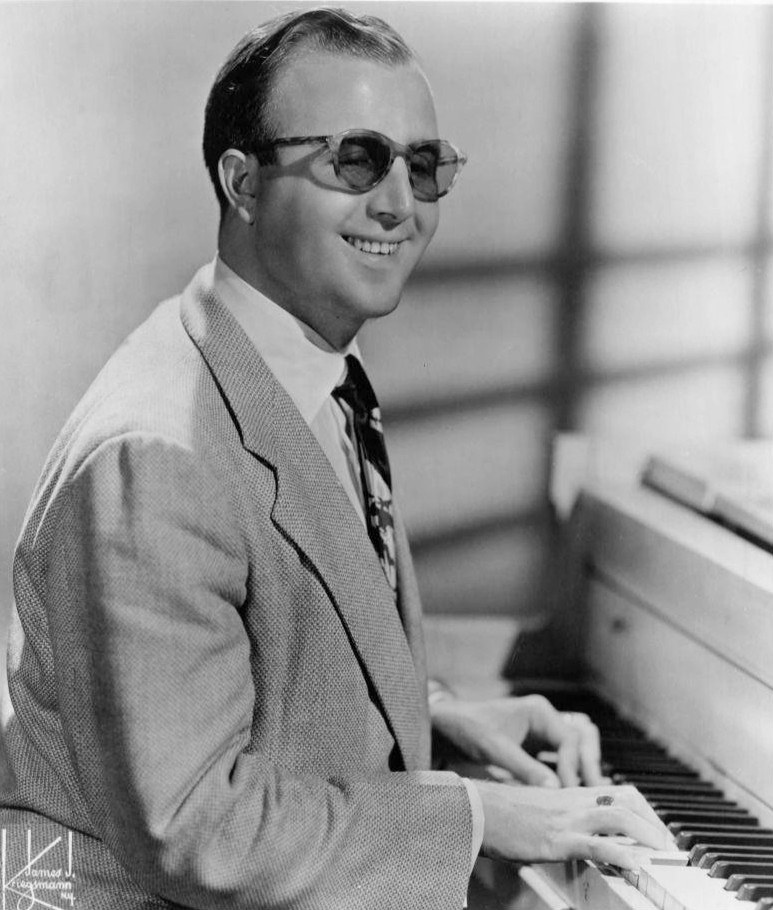
조지 시어링 (1959년)

조지 시어링 경(영어: Sir George Shearing, OBE, 1919년 8월 13일 ~ 2011년 2월 14일)은 영국에서 태어난 재즈 피아노 연주자이다. 디스커버리 레코드, MGM 레코드, 캐피틀 레코드 등을 통해 여러 음반을 냈다. 300곡 이상을 작곡했고, 1950년대부터 1990년대까지 빌보드 차트에 여러 음반이 올라갔다.

## 음반
- 1947: Piano Solo — Savoy
- 1947: Great Britain's Marian McPartland & George Shearing — Savoy Jazz (Released 1994)
- 1949: Midnight on Cloud 69 — Savoy
- 1949: George Shearing Quintet — Discovery
- 1950: You're Hearing George Shearing and his Quintet — MGM (E-3216)
- 1951: An Evening with the George Shearing Quintet
- 1951: Souvenirs — London
- 1951: Touch of Genius — MGM
- 1952: I Hear Music — Metro
- 1955: Shearing Caravan — MGM
- 1955: Shearing in Hi Fi — MGM
- 1955: The Shearing Spell — Capitol
- 1956: Latin Escapade — Capitol

## 서훈
- 1996년 대영 제국 훈장 4등급(OBE) 수훈[1]
- 2007년 기사작위(Knight Bachelor) 서임[2]

조지 시어링은 1956년 미국 시민권을 취득했으나, 영국 국적을 포기하지는 않았으므로 기사작위 서임에 문제가 없었다.